# Planina (Ajdovščina)
Planina é uma vila localizada no município de Ajdovščina na Eslovênia. Possuía uma população estimada de 490 habitantes em 2020.